# Лютхардт, Кристоф Эрнст
Кристоф Эрнст Лютхардт (нем. Christoph Ernst Luthardt; 22 марта 1823, Марольдсвайзах, Нижняя Франкония, Бавария — 21 сентября 1902, Лейпциг) — немецкий лютеранский богослов.

## Биография
Родился в Марольдсвайзахе 22 марта 1823 года в семье таможенника. После перевода отца в Нюрнберг с 1834 года учился в Нюрнбергской гимназии. В 1841 году начал обучение в Эрлангенском университете, затем перешёл в Берлинский университет.
В 1846/1847 году посещал семинар проповедников в Мюнхене, был рукоположен в священный сан и назначен преподавателем религии и истории Нюрнбергской гимназии. Около 1850 года был переведён в Мюнхенскую гимназию.
С 1854 года в качестве адъюнкт-профессора догматики и экзегетики начал преподавать в Марбургском университете, а с 1856 года был профессором Лейпцигского университета. С 1875 года он был каноником епископства Мейсен  (нем.). За время своей деятельности он сформировал теологический факультет Лейпцигского университета в духе лютеранского возрождения. Его проповеди, которые в основном проходили в университетской церкви, основательно использовали текст Библии, но носили ярко выраженный догматический характер.
В 1868 году он сыграл важную роль в основании Всеобщей евангелическо-лютеранской конференции, которая вошла в состав Всемирной лютеранской федерации.
Скончался 21 сентября 1902 года в Лейпциге и был похоронен на Новом кладбище Святого Иоанна.